# Abel Douay
Abel Douay (Draguignan, 2 marzo 1809 – Wissembourg, 4 agosto 1870) è stato un generale francese.
Rimase ucciso a sessantuno anni nel corso della battaglia di Wissembourg, durante la guerra franco-prussiana.

## Biografia

### La carriera militare
Charles Abel Douay nacque nella città di Draguignan il 2 marzo 1809. Ufficiale abile ed ammirato noto per il suo coraggio prestò servizio durante le campagne militari francesi in Algeria e poi in Italia nella seconda guerra d'indipendenza italiana nel 1859.
Suo fratello minore fu il generale Félix Charles Douay (1816–1879), il quale fu pure ufficiale di carriera. All'inizio della guerra franco-prussiana, Abel Douay era preside dell'accademia militare francese di Saint-Cyr.

### La morte
Richiamato in servizio attivo nell'esercito francese allo scoppio della guerra con la Prussia nel 1870, ottenne il comando di una divisione sottoposta la comando del maresciallo Patrice de Mac-Mahon sulla frontiera, ed il primo giorno della prima battaglia, Abel Douay rimase ucciso in combattimento, colpito da un'esplosione di artiglieria. La battaglia di Wissembourg (4 agosto 1870) si rivelò un disastro per i francesi. Demoralizzati per la perdita del loro comandante, gli uomini della divisione di Douay si ritirarono. Con la fine del mese, la schiacciante sconfitta nella battaglia di Sedan eliminò l'intero corpo d'armata di Mac-Mahon e con esso il secondo impero francese.

### La battaglia di Wissembourg

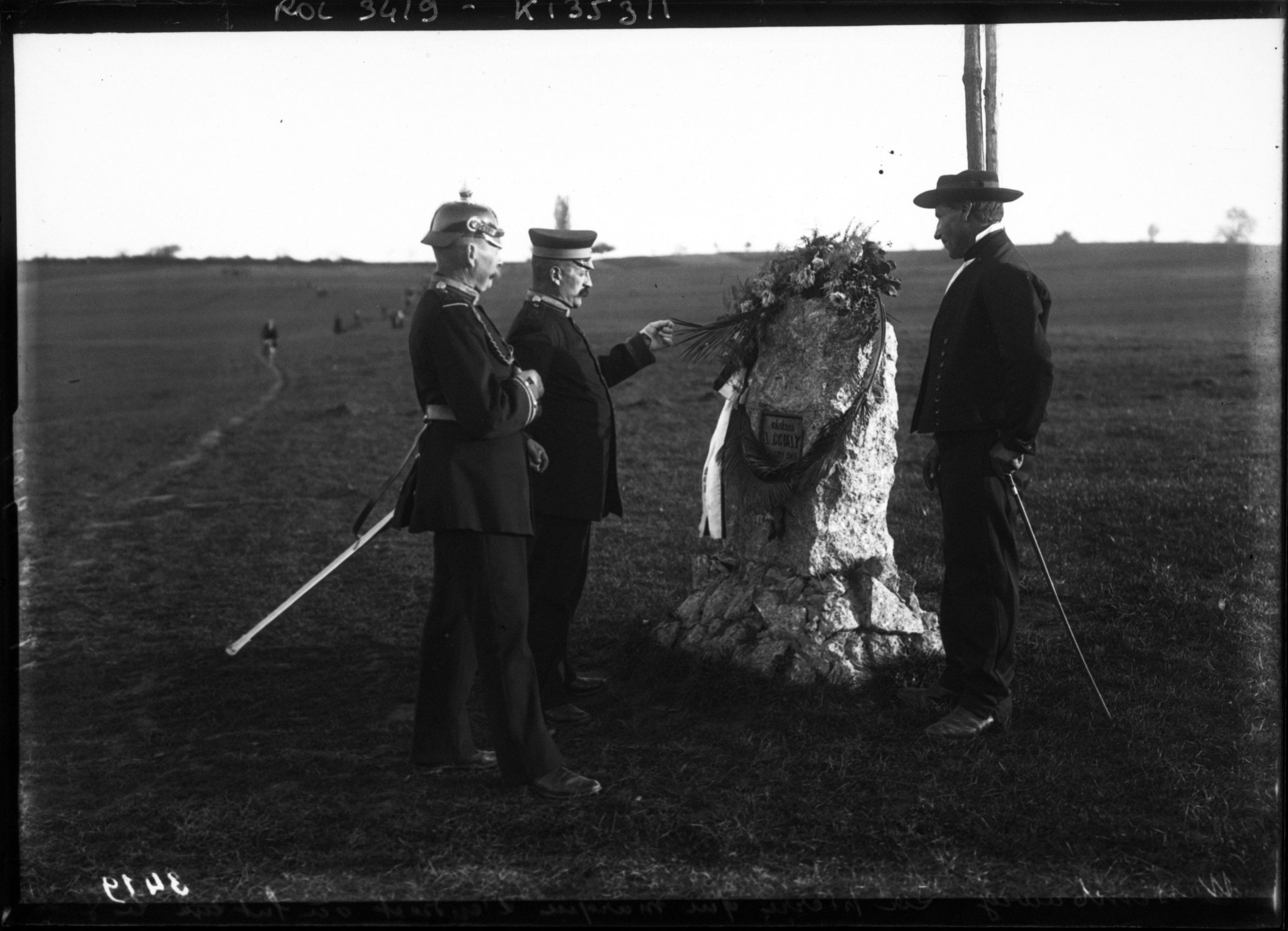
Una foto del 1909 che mostra una lapide commemorativa nel luogo in cui cadde il generale Douay sul campo di battaglia di Wissembourg

Il 3 agosto 1870, il sessantunenne Abel Douay guidò la sua divisione con circa 8 600 uomini verso la città di frontiera di Wissembourg, in Alsazia. La superiorità numerica di Douay e la miglior preparazione al confine, rendevano il generale francese sicuro delle sue azioni con l'intento di utilizzare la cittadina come base d'appoggio per i rifornimenti. La città di Wissembourg appariva debole per la presenza di fortificazioni che risalivano al XVII secolo, migliorate solo dalla presenza di pali di legno acuminati predisposti dalla popolazione locale per respingere gli attaccanti dal fronte francese. Alle 8:30 del giorno successivo, apparvero al fronte diverse batterie d'artiglieria prussiane che iniziarono a minacciare le posizioni francesi e per questo Douay si pose in posizione difensiva, facendo venire meno l'effetto a sorpresa. Divenne ormai chiaro che si sarebbe dovuto predisporre il tutto per un attacco su vasta scala e i prussiani dimostrarono di avere dalla loro tra i 50 000 e gli 80 000 uomini. A metà mattinata, Abel Douay non vide altra opzione che la ritirata e stava per questo predisponendo le sue forze quando venne colpito da uno scoppio d'artiglieria e rimase ucciso sul colpo. Secondo alcuni storici venne colpito da una cannonata, ma questo non è corretto in quanto secondo i resoconti una cannonata colpì invece un vicino deposito di munizioni che esplose uccidendo il generale. La ritirata si trasformò in una vera e propria rotta con migliaiadi morti tra i francesi ed altrettanti prigionieri.

## Conseguenze

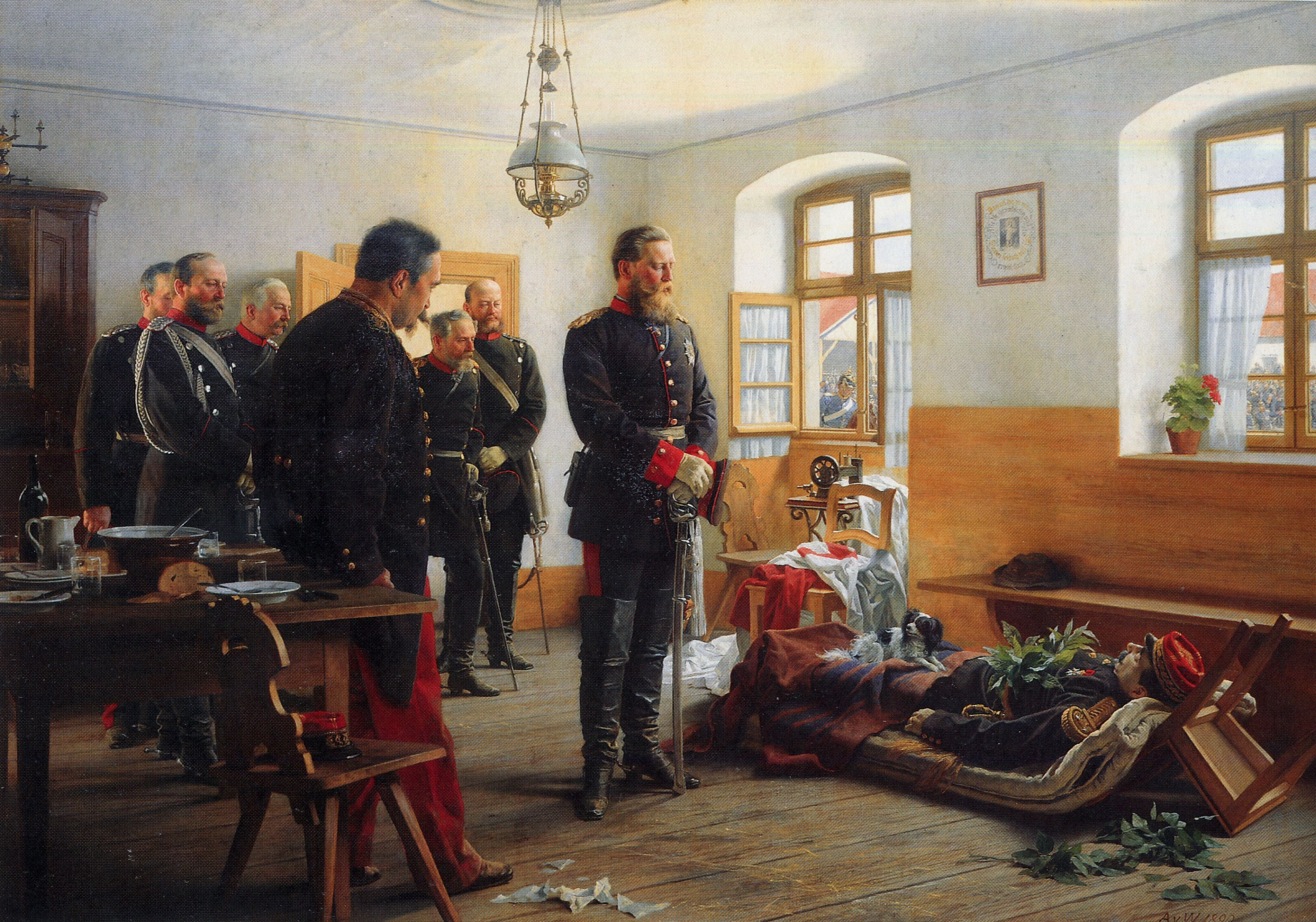
Il principe ereditario Federico Guglielmo contempla il corpo del generale francese Abel Douay, dipinto di Anton von Werner (1888)

La morte di Abel Douay fu un evento profondamente demoralizzante per i soldati francesi al fronte e portò uno shock profondo nell'intera nazione. Anche Napoleone III di Francia ne rimase profondamente colpito, ma non si perse d'animo ed ordinò immediatamente la ricostituzione di una nuova divisione con una nuova strategia per il fronte prussiano.
Il generale Félix Douay, che si trovava sul medesimo fronte del fratello, combatté anche nella battaglia di Sedan sino alla resa finale.
Vent'anni dopo la battaglia, venne pubblicata una testimonianza apocrifa sulla morte di Douay: un "testimone oculare" tedesco disse che il generale era stato colpito da uno stesso dei suoi uomini dopo che aveva ordinato la ritirata davanti al nemico. La storia in parte derivava da un'osservazione fatta dall'allora principe ereditario Federico Guglielmo il quale, sul campo di battaglia, notò come il corpo del generale Douay fosse morto ben oltre il raggio di fuoco dei fucili tedeschi, nel pieno dell'accampamento francese. Il pittore tedesco Anton von Werner ripropose poi la scena in maniera drammatica in un dipinto evocativo.
Il generale Abel Douay venne sepolto con funerali di stato appena fuori Wissembourg assieme ai molti caduti di quella giornata. Un monumento solenne venne eretto nei pressi della sua tomba dopo la fine della prima guerra mondiale.